# Voodoo Soup
Voodoo Soup kompilacijski je album američkog glazbenika Jimija Hendrixa, postumno objavljen 1995. godine od izdavačke kuće MCA Records.

## O albumu
Album je sastavljen od nedovršenih studijskih snimaka koje su bili namijenjene za Hedrixov najnoviji studijski album, a koji radi njegove smrti nikada nije objavljen. Alan Douglas bio je producent albuma. Douglas je već i na prethodnim izdanjima dovodio glazbenike koji nisu imali veze s Jimijem Hendrixom što obožavatelji nisu dobro prihvatili. Kako bi obradio dvije skladbe "Room Full of Mirrors" i "Stepping Stone" Douglas je također doveo glazbenika koji nikada nije svirao s Hendrixom, američkog bubnjara i producenta Bruca Garya iz novovalnog rock sastava The Knack.
Većina skladbi s ovog albuma nekoliko godina kasnije objavljena je (u različitim verzijama) na izdanjima First Rays of the New Rising Sun i South Saturn Delta, osim instrumentala "The New Rising Sun" i "Peace in Mississippi". Dio instrumentala iz "The New Rising Sun" može se čuti u skladbi "Captain Coconut" s albuma Crash Landing objavljenog 1975. godine. Album sadrži i originalnu verziju skladbe "Peace In Mississippi" koju je 1968. godine snimio Hendrix, bubnjar Mitch Mitchell i basist Noel Redding te je kasnije obrađena i 1975. godine objavljena na albumu Crash Landing, ali s drugim glazbenicima, osim Hendrixa. Voodoo Soup je povučen iz prodaje kada je Hendrixova obitelj dobila vlasništvo nad njegovim materijalom te je zamijenjen albumom First Rays of the New Rising Sun.
Obožavatelji album nisu dobro prihvatili. Najveće zamjerke upućene su Alanu Douglasu na neoriginalnosti i izostavljanju nekih skladbi poput "Dolly Dagger" i "Izabella". Međutim, album je dobio odlične kritike od britanskog novinara Charlesa Shaara Murrayja, koji između ostalog navodi kako je ovo napokon jedan od kvalitetniji Hendrixovih studijskih uradaka

## Popis pjesama
Sve pjesme napisao je Jimi Hendrix, osim gdje je to drugačije naznačeno.
| Br. | Skladba                                          | Autor | Trajanje |
| --- | ------------------------------------------------ | ----- | -------- |
| 1.  | »The New Rising Sun« (prethodno neobjavljena)    |       | 3:21     |
| 2.  | »Belly Button Window« (s albuma The Cry of Love) |       | 3:34     |
| 3.  | »Stepping Stone« (s albuma War Heroes)           |       | 4:07     |
| 4.  | »Freedom« (s albuma Cry of Love)                 |       | 3:25     |
| 5.  | »Angel« (s albuma The Cry of Love)               |       | 4:18     |
| 6.  | »Room Full of Mirrors« (s albuma Rainbow Bridge) |       | 3:09     |
| 7.  | »Midnight« (War Heroes)                          |       | 6:01     |
| 8.  | »Night Bird Flying« (s albuma The Cry of Love)   |       | 3:46     |
| 9.  | »Drifting« (s albuma The Cry of Love)            |       | 3:52     |
| 10. | »Ezy Ryder« (s albuma The Cry of Love)           |       | 4:08     |
| 11. | »Pali Gap« (s albuma Rainbow Bridge)             |       | 4:42     |
| 12. | »Message to Love« (s albuma Crash Landing)       |       | 3:33     |
| 13. | »Peace in Mississippi« (s albuma Crash Landing)  |       | 5:22     |
| 14. | »In From the Storm« (s albuma The Cry of Love)   |       | 3:39     |

## Personnel
- Jimi Hendrix – vokal, električna gitara, piano
- Billy Cox - bas-gitara, prateći vokal
- Mitch Mitchell - bubnjevi
- Buddy Miles - bubnjevi u skladbama "Room Full of Mirrors" i "Ezy Ryder"
- Juma Sultan - udaraljke

### Produkcija
- Producent - Alan Douglas
- Asistent produkcije - Bruce Gary
- Producent savjetnik - Mitch Mitchell
- Asistenti - Mitch Mitchell, Billy Cox, Noel Redding, Memeretta Marks, Buzzy Linhart, Caesar Glebbeek
- Miks tehničar - Mark Linett
- Mastering - Joe Gastwirt
- Zabilješke na CD-u - Michael Fairchild
- Asistent naklade - Charles Blass
- Fotografija - Caesar Glebbeek
- Savjetnik dizajna - Vartan
- Dizajn - John O'Brien
- Slika na omotu albuma - Moebius, Jean-Noel Coghe

## Vanjske poveznice
- Discogs - recenzija albuma